# Fielmann
Fielmann is een Duitse optiekketen en brillenproducent.
Fielmann werd in 1972 opgericht door Günther Fielmann, tegenwoordig voorzitter. Het bij de SDAX beursgenoteerde bedrijf is in Cuxhaven opgericht als opticien en brillenwinkel.
Fielmann ontwerpt en produceert brillen. Het bedrijf heeft ruim 500 filialen en 11.100 medewerkers in Nederland, Duitsland, Oostenrijk, Polen, Luxemburg en Zwitserland. De filialen beschikken over duizenden monturen. Wereldwijd hebben ongeveer 16 miljoen mensen een bril van Fielmann. Daarmee is Fielmann een van de marktleiders in Europa.
Fielmann is ook eigenaar van de laatst overgebleven fabriek van brillen en brilmonturen te Rathenow.
In 2002 verwierf het concern het historische Slot Plön in het gelijknamige stadje, en vestigde daarin zijn bedrijfsacademie. Men kan er studeren voor officieel erkende diploma's, die de bezitter ervan het recht geven, o.a. als optometrist of opticien te werken.

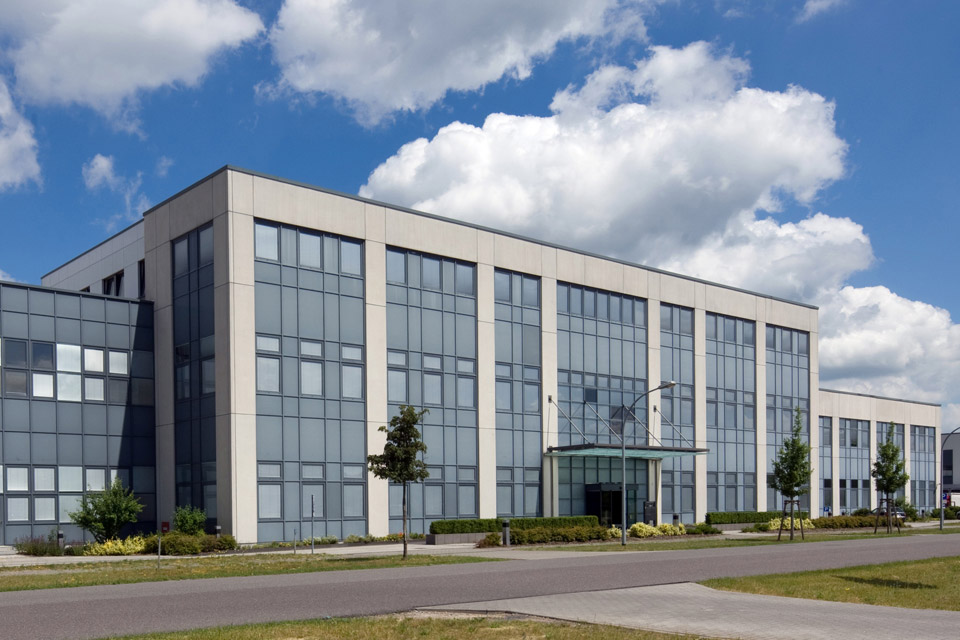
Fielmann-productielocatie te Rathenow
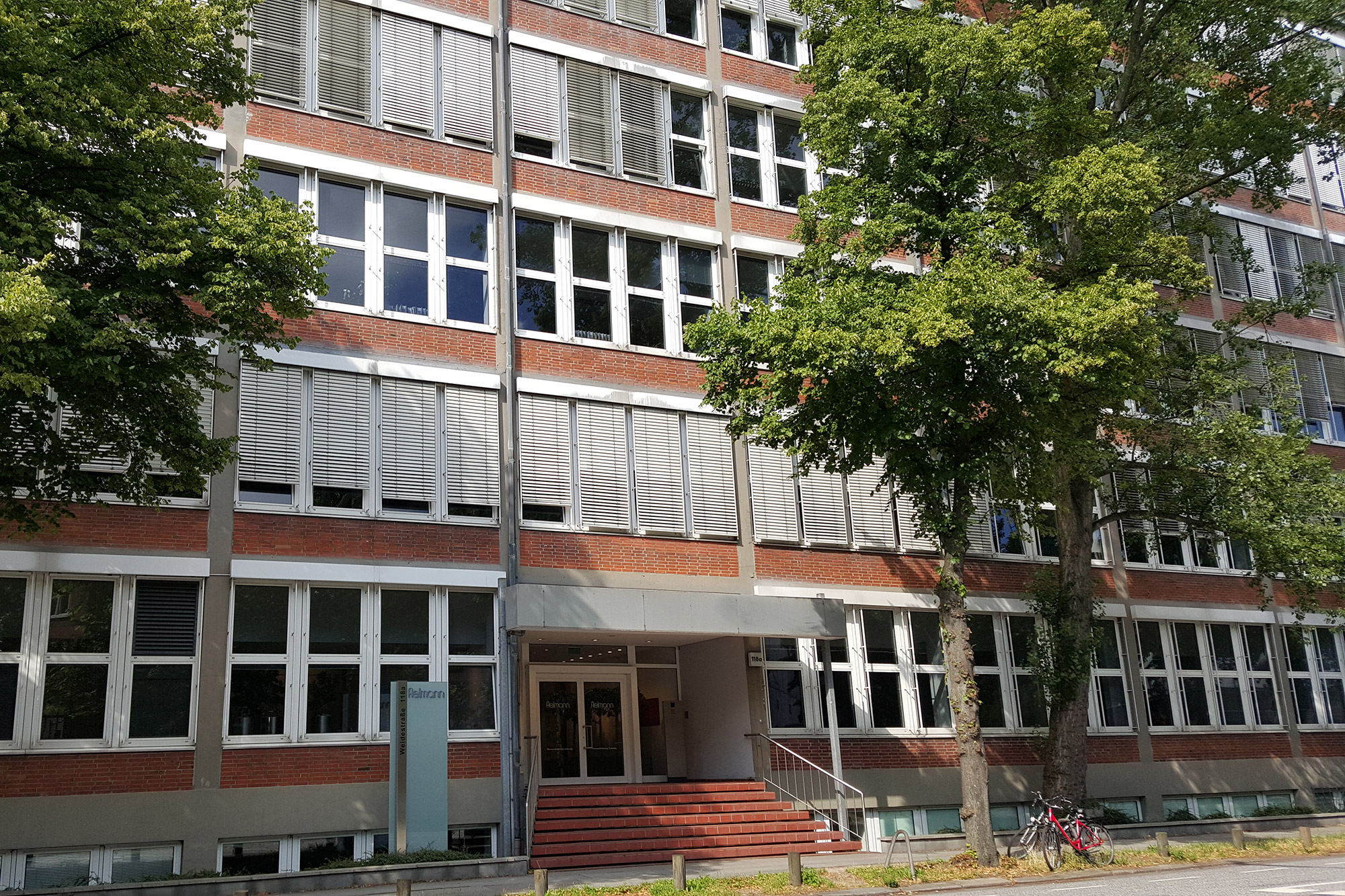
Fielmann-hoofdkantoor te Hamburg-Barmbek
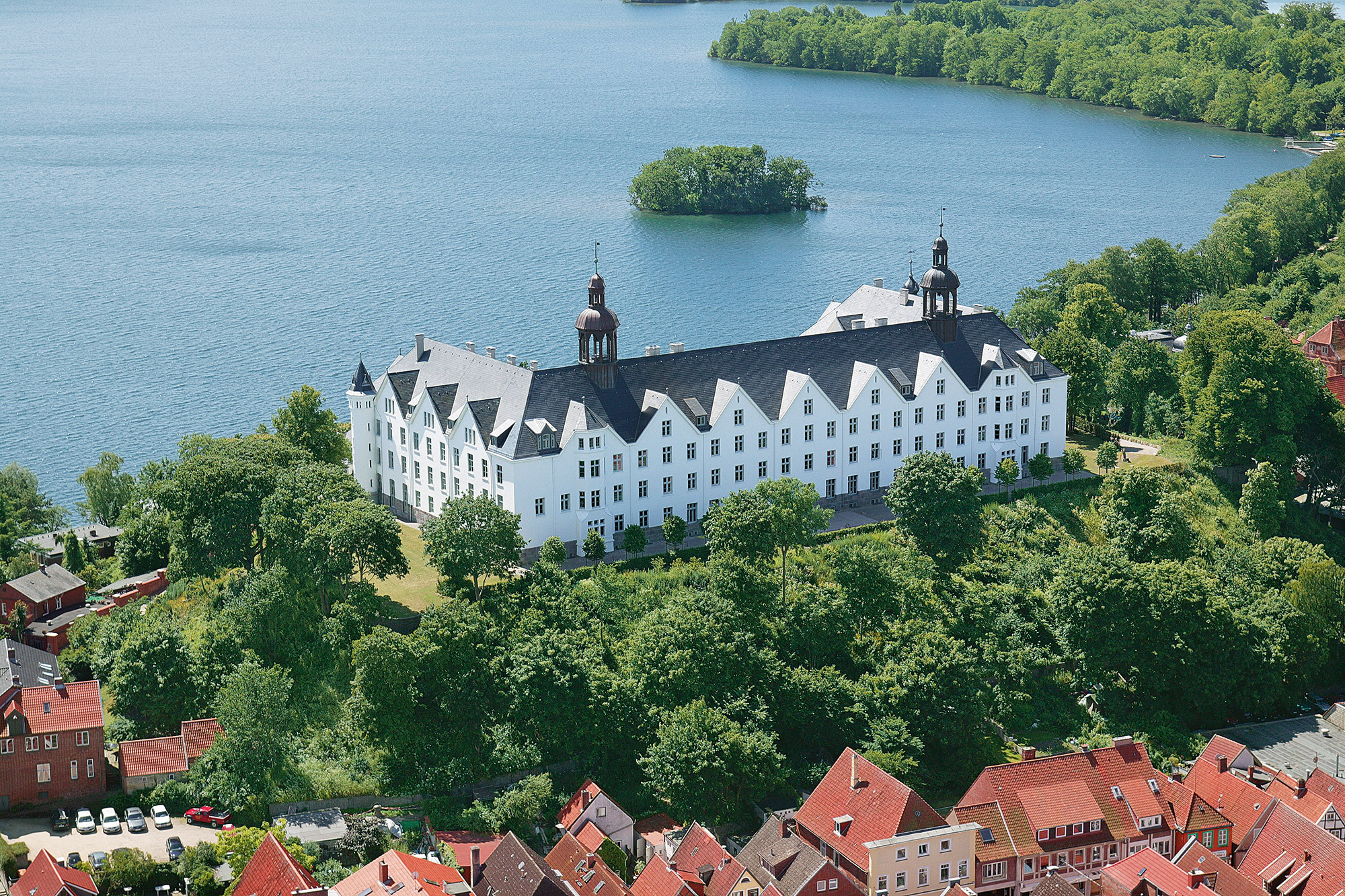
Kasteel Plön, de "bedrijfsacademie" van het Fielmann-concern
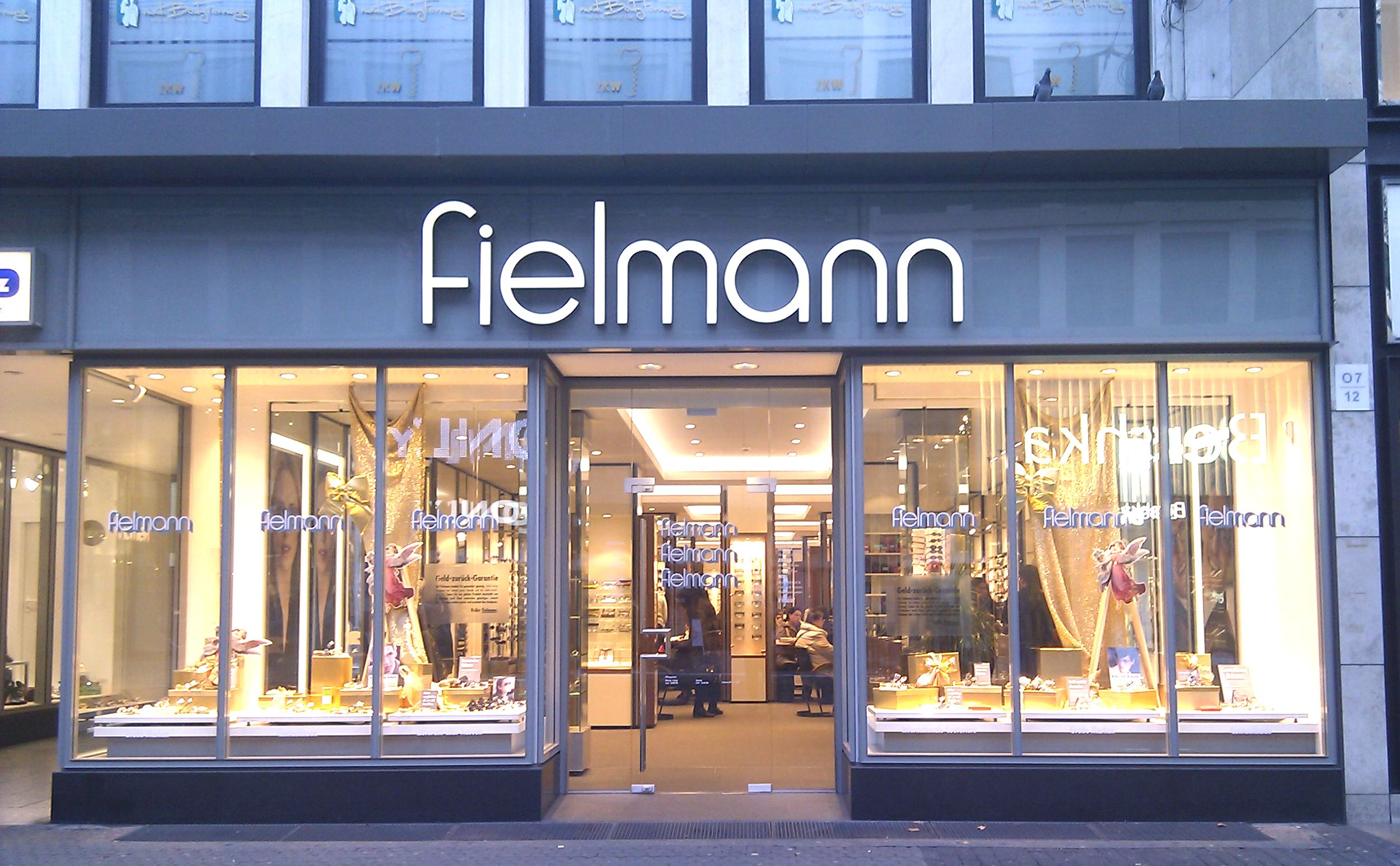
Fielmann-winkel in Mannheim